# 5786 Talos
5786 Talos (1991 RC) là tiểu hành tinh Apollo được phát hiện ngày 3 tháng 9 năm 1991 bởi R. H. McNaught ở Siding Spring.